# Ortografia ligure

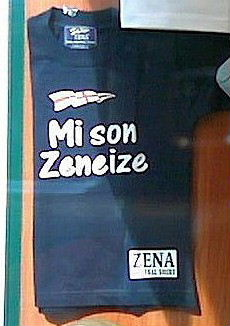
Maglietta con scritto sopra «Mi son zeneize»

 L'ortografia della lingua ligure è variata nel corso dei secoli secondo il gusto degli scrittori, influenzata dall'ortografia italiana e francese.

## Grafîa ofiçiâ
Qui è illustrata la grafia adottata dalla Académia Ligùstica do Brénno (e dalla Wikipedia in Ligure), molto simile a quella di Gian Giacomo Cavalli e Giovanni Casaccia, per la trascrizione della lingua ligure.

### L'alfabeto
| Lettera | IPA     | Suono simile                    | Note                                                                              | Esempi                                                    |
| ------- | ------- | ------------------------------- | --------------------------------------------------------------------------------- | --------------------------------------------------------- |
| A a     | /a/     | casa                            | ha come diacritici à e â                                                          | cassa (mestolo)                                           |
| Æ æ     | /ɛː/    | cièlo                           | sempre tonica a fine parola                                                       | çitæ (città)                                              |
| B b     | /b/     | barca                           |                                                                                   | barba (zio)                                               |
| C c     | /k; ʧ/  | cavolo, cielo                   | come in italiano diventa dolce davanti ad e ed i mentre rimane dura con davanti h | chinze (quindici) cêuve (piove)                           |
| Ç ç     | /s/     | sasso                           |                                                                                   | naçión (nazione)                                          |
| Cs cs   | /ks/    | xilofono                        | sostituisce la x, che in ligure ha un altro suono                                 | bòcs (box)                                                |
| D d     | /d/     | dado                            |                                                                                   | demôa (svagarsi)                                          |
| E e     | /e; ɛ/  | mettere, è                      | ha come diacritici é, è ed ê                                                      | métte (mettere) vèrde (verde)                             |
| Eu eu   | /ø/     | deux (francese)                 | ha come diacrtici êu                                                              | figeu (ragazzo)                                           |
| F f     | /f/     | farfalla                        |                                                                                   | fanfarónn-a (fanfarona)                                   |
| G g     | /ɡ; dʒ/ | gatto, gelato                   | come in italiano diventa dolce davanti ad e ed i mentre rimane dura con davanti h | gælo (spicchio) gêxa (chiesa)                             |
| H h     |         |                                 | come in italiano appare nei digrammi ch, gh e sch                                 | quarche (qualche)                                         |
| I i     | /i/     | isola                           | ha come diacritici ì ed î                                                         | scrìpixi (grilli)                                         |
| J j     | /j/     | Jacopo - ieri                   | desueta, oggi viene sostituita da i                                               | mangjâ (mangerà)                                          |
| L l     | /l/     | lato                            |                                                                                   | lalla (zia)                                               |
| M m     | /m/     | mento                           |                                                                                   | muro (viso)                                               |
| N n     | /n; ŋ/  | nano, sing (inglese)            | diventa velare a fine parola, se raddoppiata o davanti ad una consonante          | prexonê (prigioniero) bibìn (tacchino) stanco (tabaccaio) |
| O o     | /u; ɔ/  | nuvola, uovo                    | ha come diacritici ó, ô, ò e ö                                                    | anciôa (acciuga)                                          |
| P p     | /p/     | polvere                         |                                                                                   | pægio (uguale)                                            |
| Qu qu   | /kw/    | quadro                          | come in italiano                                                                  | quæxi (quasi)                                             |
| R r     | /r/     | ratto                           |                                                                                   | ratelâ (litigare)                                         |
| S s     | /s/     | salto - sbaglio                 | come in italiano si sonorizza davanti ad una consonante sonora                    | scàgno (ufficio)                                          |
| Sc sc   | /sk; ʃ/ | scatto, scelta                  | come in italiano si palatizza davanti ad e ed i prive di h                        | scentâ (dileguarsi)                                       |
| Scc scc | /ʃʧ/    | прощание/proščanije (russo)     | si trova solo davanti e ed i                                                      | sccetto (chiaro)                                          |
| T t     | /t/     | tamburo                         |                                                                                   | tezoie (forbici)                                          |
| U u     | /y; ɥ/  | über (tedesco), huit (francese) | ha come diacritici ù e û                                                          | ruménta (spazzatura) lampuin (lampioni)                   |
| U u     | /w/     | quadro                          |                                                                                   | quæxi (quasi)                                             |
| V v     | /v/     | verso                           |                                                                                   | vexin (vicino)                                            |
| X x     | /ʒ/     | jardin (francese)               |                                                                                   | xatta (piatto fondo)                                      |
| S s     | /z/     | sein (tedesco)                  |                                                                                   | resâto (spavento)                                         |
| Z z     | /z/     | sein (tedesco)                  | zeneize (genovese)                                                                |                                                           |

### Segni diacritici
Nel ligure si possono incontrare quattro segni diacritici:
- L'accento acuto (´), che si può trovare sulla e e sulla o, indica una vocale chiusa tonica
  - é: /e/
  - ó: /u/
- L'accento grave (`), che si può trovare su tutte le vocali, indica una vocale tonica aperta
  - à
  - è:/ɛ/
  - ì
  - ò: /ɔ/
  - ù
- L'accento circonflesso (^), che si può trovare su tutte le vocali, indica una vocale tonica lunga
  - â
  - ê: /eː/
  - î
  - ô: /uː/
  - û
- La dieresi (¨), usata solo per il grafema ö (/ɔː/).

| IPA         | non accentata | breve | lunga |
| ----------- | ------------- | ----- | ----- |
| /a/         | a             | à     | â     |
| /ɛ/         | (æ)           | è     | æ     |
| /e/         | e             | é     | ê     |
| /ø/         | (eu)          | eu    | êu    |
| /ɔ/         | (ö)           | ò     | ö     |
| /u/         | o             | ó     | ô     |
| /i/         | i             | í     | î     |
| /y/         | u             | ú     | û     |
| /ew/ - /ey/ | eü            | éü    | êü    |
| /ɔu/        | oo            | òo    | öo    |

## Grafia di Steva De Franchi
Nel 1772 Steva De Franchi, per Ro chitarrin zeneize, o sæ, strofoggi dra Muza, utilizzò un'ortografia simile a quella ofiçiâ con le seguenti differenze:
- æ ed œ indicano /ɛː/
- au indica /ou/
- ñ corrisponde a /ŋ/

## Grafia di Giuseppe Olivieri
La grafia utilizzata da Giuseppe Olivieri per il suo Dizionario domestico genovese italiano (1841) è stata soggetta alle seguenti semplificazioni per facilitare la lettura:
| De Franchi/Ofiçiâ | Olivieri |
| ----------------- | -------- |
| ç                 | s/ss     |
| eu                | oe       |
| scc               | shc      |
| nn                | nh       |
| o, ó              | u, ú     |
| u                 | ü        |

## Grafia di Angelo Paganini
Nel suo Vocabolario domestico genovese - italiano (1857), Padre Angelo Paganini ha adottato le seguenti soluzioni grafiche:
| De Franchi/Ofiçiâ | Paganini |
| ----------------- | -------- |
| æ                 | ë        |
| ç                 | s/ss     |
| scc               | shc      |
| nn                | nh       |
| o, ó              | u, ú     |
| u                 | ü        |

## Grafia di Angelico Federico Gazzo
Padre Angelico Federico Gazzo, per la sua traduzione de La Divina Commedia in ligure, introdusse le seguenti soluzioni grafiche:
| De Franchi/Ofiçiâ | Gazzo |
| ----------------- | ----- |
| nn                | ñ     |
| ch                | ch/k  |

## Grafia di Alfredo Gismondi
| De Franchi/Ofiçiâ | Gismondi |
| ----------------- | -------- |
| æ                 | ae       |
| eu                | oe       |
| nn                | n-n      |
| o                 | u        |
| ö                 | õ        |
| ò                 | o        |
| u                 | û        |

## Grafia di Fabrizio De André
Fabrizio De André, per il suo album Crêuza de mä, utilizzò le seguenti soluzioni grafiche:
| De Franchi/Ofiçiâ | De André |
| ----------------- | -------- |
| â                 | ä        |
| nn                | n-n      |
| o                 | u        |
| u                 | û        |

## Grafia monegasca
La grafia monegasca è impiegata per la trascrizione della variante di ligure parlata nel Principato di Monaco.